# Léon Lesoil
Léon Lesoil (Estinnes-au-Mont, 22 januari 1892 - Neuengamme, 3 mei 1942) was een Belgische trotskistisch politicus voor onder meer de KPB en de BWP.

## Biografie
Lesoil was een zoon in een arbeidersgezin en begon te werken op 13-jarige leeftijd.
Tijdens de Eerste Wereldoorlog trad hij na inval van het Duitse leger in augustus 1914 toe tot het Belgische leger. In die hoedanigheid werd hij in 1916 met een Belgisch regiment naar Rusland gezonden om te helpen het Russische front te stabiliseren. Hierdoor maakte hij de Oktoberrevolutie van dichtbij mee, en kreeg hij sympathie voor het bolsjewisme. Toen zijn regiment Rusland verliet, reisde hij van Vladivostok naar de Verenigde Staten, waar hij een meeting bijwoonde waar Amerikaanse officieren trachtten rekruten te vinden voor een oorlog tegen het bolsjewisme. Lesoil nam hierop het woord en verdedigde het bolsjewisme, waarna hij het land werd uitgezet.
In 1921 was hij een van de oprichters van de Kommunistische Partij van België (KPB). Hij werkte in die periode als arbeider in een kalksteenmijn in Châtelineau. Toen de KPB hem afvaardigde om een meeting van communisten bij te wonen in Duitsland vroeg hij 15-dagen verlof. Het management gaf hem de keuze, als hij de conferentie bij zou wonen zou hij ontslagen worden. Hij koos ervoor de conferentie bij te wonen en werd effectief ontslagen. Hij vond hierop een baan bij een steenkoolmijn waarop hij weerom werd ontslagen, ditmaal omdat hij communistische propaganda verspreidde.
Op het partijcongres van 1928 van de KPB werden alle aanhangers van het trotskisme, waaronder Lesoil en Adhemar Hennaut, uit de partij gezet. Lesoil, Hennaut en War van Overstraeten richtten vervolgens de Kommunistische Oppositie op. Omstreeks 1930 scheurde te Charleroi, op aangeven van Trotski, een groep rond Lesoil zich af onder de naam de Linkse Kommunistische Oppositie (LKO). Deze groepering werd later omgevormd tot de Ligue Communiste Internationaliste en zou omstreeks 1934-'35 grotendeels opgaan in de Belgische Werkliedenpartij (BWP), wat het begin betekende van de entrisme-strategie. Dit gebeurde op verzoek van Leon Trotski, die vond dat er één groot links front nodig was. De entristen werden in 1936 uit de BWP gezet, waarna ze de Revolutionair Socialistische Partij (RSP) oprichten met als leiders Lesoil, Georges Vereeken en Walter Dauge. De fractie rond Vereeken scheurde zich opnieuw af omdat ze zich verzette tegen een Vierde Internationale. In 1938 woonde Lesoil in Genève de oprichting bij van de Vierde Internationale. Lesoil werd tijdens de Tweede Wereldoorlog op 22 juni 1941 (de dag van de start van Operatie Barbarossa) gevangengenomen door de Gestapo. Hij werd eerst opgesloten in het Fort van Hoei en later gedeporteerd naar het concentratiekamp van Neuengamme waar hij op 3 mei 1942 stierf aan de ontberingen.
In 1972 werd hij geëerd met de oprichting van de Stichting Leon Lesoil. Deze uitgeverij bracht uitsluitend politieke literatuur uit, waaronder het socialistisch tijdschrift Toestanden, een reeks RAL-tijdschriften en politieke geschriften van Ernest Mandel en andere marxistische theoretici.